# Burg Elkerhausen

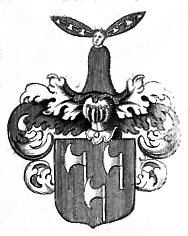
Wappen derer von El(c)ker(s)hausen genannt Klüppel, um 1707

Die Burg Elkerhausen, auch Schloss Elkerhausen genannt, ist eine ehemalige Wasserburg im „Weinbachtal“ am „Weinbach“ im Ortsteil Elkerhausen der Gemeinde Weinbach im Landkreis Limburg-Weilburg in Hessen. Heute sind keine Befestigungsanlagen mehr erhalten, sondern lediglich zwei Fachwerkhäuser.

## Geschichte
Die Turmburg des 12. Jahrhunderts wurde im 14. Jahrhundert zu einer Wasserburg mit Vorburg erweitert. Sie war die Stammburg des Rittergeschlechtes von Elkerhausen, das 1191 erstmals urkundlich erwähnt, 1725 ausstarb. Die Burg wurde innerhalb des Hauses per Ganerbschaft weitergegeben.
1352 belagerte das Landfriedensheer unter Erzbischof Balduin von Trier die Talburg, die nach Unterzeichnung eines Urfehde-Vertrags mit Zustimmung der Burgbesatzung geschleift (nicht zerstört) wurde. Einige Angehörige der Ritterfamilie von Elkerhausen errichteten daraufhin die Höhenburg Neu-Elkerhausen an der Lahn gegenüber von Gräveneck (Ortsteil von Weinbach). „Alt-“ Elkerhausen wurde im Laufe des 16. Jahrhunderts zu einem Wasserschloss mit fünftürmigem, polygonalen Bering und Wirtschaftshof ausgebaut. Die beiden Elkerhäuser Burgen werden bis heute in der Literatur oft verwechselt und ihre Historie vermischt.

## Anlage
Die Burganlage des 14. Jahrhunderts wird in den Quellen als uneinnehmbar beschrieben und die zugehörige Vorburg erwähnt. Im Laufe des 16. Jahrhunderts entstanden in dem Bereich der Kernburg neue Häuser und Bauten. Von der Vorburg, der mit mehreren Türmen versehenen Mauer der Hauptburg und dem Wassergraben sind heute keine Überreste mehr vorhanden. Zum Teil wurden diese erst am Anfang des 20. Jahrhunderts beseitigt.
Erhalten ist heute im Wesentlichen ein zweiflügeliger Fachwerkbau. Der Ostflügel ist dabei der ältere Bauabschnitt, wohl aus dem frühen 16. Jahrhundert. Der Westflügel wurde um 1700 herum mittig und rechtwinklig an diesen Gebäudeteil angeschlossen. Beide Flügel ruhen auf Bruchsteinsockeln, die wiederum auf älteren Kellern stehen. Im Inneren sind die Gebäude von den Umbauten des 19. Jahrhunderts geprägt.
Im Jahr 1980 erfolgte eine Renovierung der vorhandenen Gebäude der Burganlage.

## Nutzung
Die ehemalige Burganlage diente als Stammburg der Herren von Elkerhausen und später der Herren Klüppel von Elkerhausen. Im Jahr 1719 verkaufte Franz Klüppel von Elkerhausen als Letzter des Geschlechts die Burg samt zugehöriger Besitzungen und Rechte für 26.000 Gulden an Nassau-Weilburg. Nach dem Verkauf stand die Burganlage unter der Herrschaft von Nassau-Weilburg und aus den Besitzungen entstand ein landesherrliches Hofgut, das bereits im Jahr 1774 von den ortsansässigen Bauern gepachtet werden konnte.
Unter Fürst Karl Christian von Nassau-Weilburg wurde im Jahr 1786 in einem Teil der Burg eine Nadelfabrik eingerichtet. Die Nadelfabrik wurde im Jahr 1820 privatisiert und bestand bis zum Jahr 1843 fort. Nach der Schließung der Fabrik im Jahr 1844 kaufte die Gemeinde Elkerhausen die Fachwerkhäuser der Burg und nutzte das Querhaus als Schule, den Ostflügel als Wohnhaus. Im Jahr 1914 bezog die Schule einen Neubau und die Gemeindeverwaltung nutzte ab diesem Zeitpunkt den Querbau.
Später wurde ein Kunstmuseum eingerichtet. Die beiden Fachwerkhäuser befinden sich seit dem Verkauf im Jahr 1979 in Privatbesitz.

## Kulturdenkmal
Die zwei erhaltenen Fachwerkhäuser der Burg Elkerhausen wurden als Kulturdenkmal durch das Landesamt für Denkmalpflege Hessen aus geschichtlichen, künstlerischen und städtebaulichen Gründen in das Denkmalverzeichnis des Landes Hessen mit der Nummer 52789 eingetragen.
Das Areal und die noch erhaltenen Teile der Burganlage wurden als Bestandteil der denkmalgeschützten Gesamtanlage Burgring aus geschichtlichen Gründen in das Denkmalverzeichnis des Landes Hessen mit der Nummer 52788 eingetragen.